# Rio Fessard
O rio Fessard é um rio da França que corre no departamento de Sarthe. É um afluente do rio Sarthe, portanto um subafluente do rio Loire. É um rio bastante irregular e mal alimentado. Seu fluxo foi observado durante um período de 16 anos (1992–2008), em Cérans-Foulletourte, localidade do departamento de Sarthe situada a curta distância da sua confluência com o Sarthe.